# 碧灧樓
碧灧樓位於中華人民共和國廣東省惠州市惠陽區秋長街道，由馬來西亞著名僑領葉亞來建於1884年，於1888年建成。